# Marcel Nuss
Marcel Nuss, né le 13 février 1955 à Strasbourg et mort le 13 février 2024 à Montpellier,, est un essayiste français militant pour le droit à la sexualité des personnes handicapées. Marcel Nuss était lui-même lourdement handicapé par une amyotrophie spinale.

## Biographie
En 2009, Marcel Nuss créé son cabinet de consultant, AvenbleuConsulting. Il est le cofondateur en 2007 du collectif « Handicaps et sexualités » (CHS) qui milite pour la reconnaissance d'un droit à l'accompagnement sexuel. Avant de fonder l'Association pour la promotion de l'accompagnement sexuel (APPAS), première et seule association en France, à ce jour, qui forme des accompagnants sexuels et les met en relation avec des personnes en situation de handicap ou de perte d'autonomie, au risque d'être poursuivi pour proxénétisme bénévole. La première formation se déroule du 12 au 15 mars 2015, à Erstein dans le Bas-Rhin.
À partir de 2018, il s'investit dans le coaching individuel et des stages de développement personnel qu'il fait en partenariat avec des amis.
Il publie régulièrement des chroniques dans Mediapart et des articles pour des magazines spécialisés.

### Vie personnelle
Marié de 1980 à 2002 avec Gabrielle Strelow (1957-), infirmière, qu'il a rencontrée en 1974 dans le service de réanimation médical du pavillon Pasteur, au CHU de Strasbourg, où il a séjourné de janvier 1974 à juin 1979. Ils ont deux enfants : Mathieu (1982-) et Élodie (1985-). Dès 1982, ils emménagent dans une maison à Erstein, avant de divorcer en 2002.
À cette époque, il rencontre Marie-Lyne Girard (1962-), AMP, qui sera sa compagne de 2002 à 2009.
En 2012, il fait la connaissance de Jill Prevôt-Boutillon de la Serve, accompagnante médico-sociale, formatrice et Moon Mother. Ils se marient le 14 février 2015 ,,, puis déménagent à Saint-Bauzille-de-la-Sylve.
Marcel Nuss meurt le 13 février 2024 à Montpellier âgé de 69 ans.

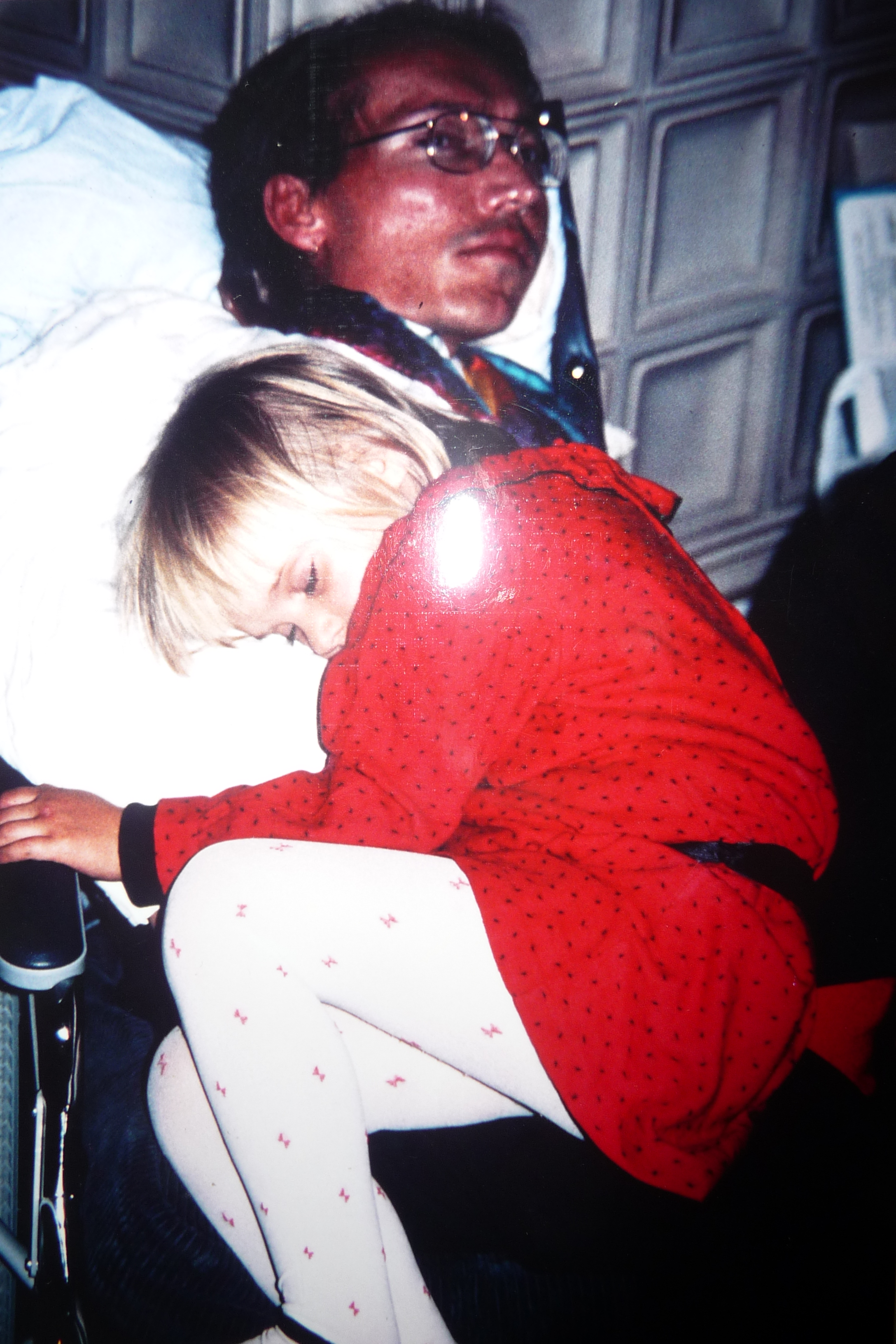
Marcel Nuss et sa fille Élodie.
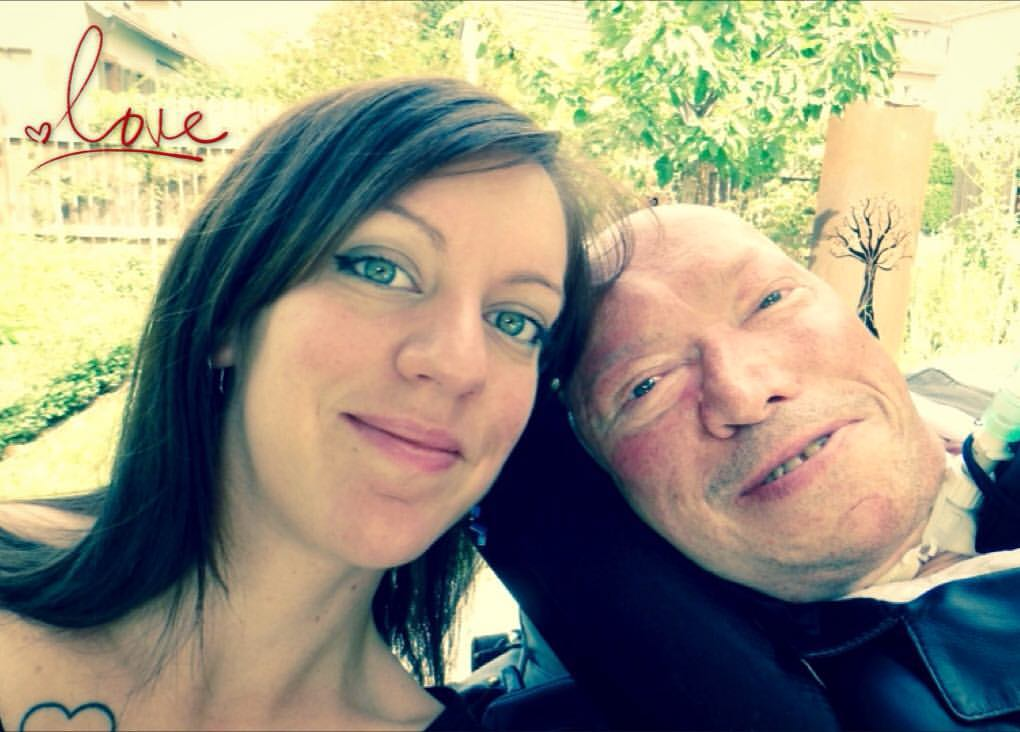
Marcel Nuss et son épouse Jill Prevôt-Boutillon.

## Publications

### Autobiographies
- À Contre-courant, Desclée De Brouwer, coll. « Handicaps », 1999, 245 p. (ISBN 978-2-220-04417-0)
- À Contre-courant ou La construction, Kehl, Troubadour, coll. Autobiographie, 2005, 226 p. (ISBN 978-3-924343-38-5)
- En dépit du bon sens : autobiographie d’un têtard à tuba  (préf. Michel Onfray), Milly-la-Forêt, L’Éveil Citoyen, 2015, 448 p. (ISBN 978-2-912795-61-8)

### Poésie
- Toi Émoi  (préf. Nils Tavernier, ill. John Claeys), Kehl, Troubadour, 2004, 88 p. (ISBN 978-3-924343-34-7)
- Marcel Nuss et Véronique Cohier-Rahban (ill. Juliette Rahban), Corps Accord sur l'Ecume, Kehl, Troubadour, coll. Poésie, 2010, 125 p. (ISBN 978-3-924343-26-2)
- Ikebana effervescent, Kehl, Troubadour, coll. Poésie, 2012, 87 p.   (ISBN 978-3-924343-45-3)
- Le jeune Homme et la Vie, Kehl, Troubadour, coll. Poésie, 2016, 125 p.  (ISBN 978-3-924343-46-0)

### Essais
- La Présence à l’autre, Accompagner les personnes en situation de dépendance, Paris, Dunod, 2011-2008-2005, 256 p. (ISBN 978-2-10-070977-9)
- Former à l'accompagnement des personnes handicapées  (préf. Patrick Gohet et Jean-Claude Cunin), Paris, Dunod, coll. « Action sociale », janvier 2007, 219 p. (ISBN 978-2-10-050741-2 et 2-10-050741-9)
- Marcel Nuss et Pascal Dreyer, Handicaps et sexualités : le livre blanc, Paris, Dunod, coll. « Action sociale », mars 2008, 260 p. (ISBN 978-2-10-051700-8)
- Marcel Nuss et Véronique Cohier-Rahban, L'identité de la personne « handicapée », Paris, Dunod, coll. « Santé sociale », janvier 2011, 224 p. (ISBN 978-2-10-055634-2)
- Je veux faire l'amour : handicap, sexualité, liberté, Paris, Autrement, coll. « Haut et fort », novembre 2012, 151 p. (ISBN 978-2-7467-3315-2)
- Oser accompagner avec empathie : handicap, perte d'autonomie  (préf. André Comte-Sponville, Patrick Gohet et Bruno Py), Paris, Dunod, 2016, 192 p. (ISBN 978-2-10-074995-9)

### Romans
- Libertinage à Bel-Amour : roman, t. 1, Milly-la-Forêt, Tabou Éditions, 2014, 281 p. (ISBN 978-2-36326-031-4)
- Les libertines, t. 2, Lamnay, Chapitre.com, 2017, 281 p. (ISBN 979-10-290-0599-2)
- Libertinage à Bel-Amour (livre audio), Milly-la-Forêt, Audible (Libido), 2018

Sous le pseudonyme de Mani Sarva
- Horizons ardents (poème, épuisé), Paris, Éditions Saint-Germain-des-Prés, 1990
- Divine Nature, prix de la ville de Colmar 1992 (poème, épuisé), Éditions ACM, 1993
- Le Cœur de la différence (roman, épuisé)  (préf. Albert Jacquard), L'Harmattan, 1997

Essais en collaboration
- Marcel Nuss et Véronique Cohier-Rahban, L’identité de la personne « handicapée », Paris, Dunod, 2011, 224 p. (ISBN 978-2-10-055634-2)
- Marcel Nuss et Pierre Ancet, Dialogue sur le handicap et l'altérité : ressemblances dans la différence, Paris, Dunod, 2012, 256 p. (ISBN 978-2-10-057392-9)

Essai dirigé par l'auteur
- Handicaps et Sexualités : le livre blanc, Paris, Dunod, 2008, 272 p. (ISBN 978-2-10-070603-7)

Essai codirigé
- Marcel Nuss et Pierre Ancet (préf. Jean-Claude Boulard), Handicaps et accompagnement à la vie affective, sensuelle et/ou sexuelle : plaidoyer pour une liberté, Lyon, Chronique Sociale, 2017, 168 p. (ISBN 978-2-36717-416-7)